# STS-49
STS-49 — перший політ шатла «Індевор» у рамках програми «Спейс Шаттл», який стартував 7 травня 1992 року. Основною метою його дев'ятиденної місії було отримати супутник Intelsat VI, Intelsat 603, який не зміг покинути навколоземну орбіту два роки тому, приєднати його до нового верхнього ступеня та повторно запустити на призначену геосинхронну орбіту. Після кількох спроб захоплення було завершено за допомогою єдиної в історії космічних польотів позакорабельної діяльності трьох осіб.

## Екіпаж
- (НАСА): Деніел Чарльз Бранденстайн (4) — командир
- (НАСА): Кевін Чілтон (1) — пілот
- (НАСА): Річард Хіб (2) — фахівець польоту-1
- (НАСА): Брюс Едвард Мельник (2) — фахівець польоту-2
- (НАСА): П'єр Ж. Туот (2) — фахівець польоту-3
- (НАСА): Кетрін Торнтон (2) — фахівець польоту-4
- (НАСА): Томас Акерс (2) — фахівець польоту-5

### Виходи у відкритий космос

#### ПКД1
- Туот і Хіб
- Початок: 10 травня 1992 р. — 20:40 UTC
- Кінець: 11 травня 1992 р. — 00:23 UTC
- Тривалість: 3 години 43 хвилини

#### ПКД2
- Туот і Хіб
- Початок: 11 травня 1992 р. — 21:05 UTC
- Кінець: 12 травня 1992 р. — 02:35 UTC
- Тривалість: 5 годин 30 хвилин

#### ПКД3
- Туот, Хіб і Акерс
- Початок: 13 травня 1992 р. — 21:17 UTC
- Кінець: 14 травня 1992 р. — 05:46 UTC
- Тривалість: 8 годин 29 хвилин

#### ПКД4
- Торнтон і Акерс
- Початок: 14 травня 1992 р. — ~21:00 UTC
- Кінець: 15 травня 1992 р. — ~05:00 UTC
- Тривалість: 7 годин 45 хвилин

### Розміщення екіпажу
| Сидіння | Запуск       | Посадка      | Місця 1–4 знаходяться на Політній палубі. Місця 5–7 знаходяться на середній палубі. |
| 1       | Бранденстайн | Бранденстайн | Місця 1–4 знаходяться на Політній палубі. Місця 5–7 знаходяться на середній палубі. |
| 2       | Чілтон       | Чілтон       | Місця 1–4 знаходяться на Політній палубі. Місця 5–7 знаходяться на середній палубі. |
| 3       | Хіб          | Туот         | Місця 1–4 знаходяться на Політній палубі. Місця 5–7 знаходяться на середній палубі. |
| 4       | Мельник      | Мельник      | Місця 1–4 знаходяться на Політній палубі. Місця 5–7 знаходяться на середній палубі. |
| 5       | Туот         | Хіб          | Місця 1–4 знаходяться на Політній палубі. Місця 5–7 знаходяться на середній палубі. |
| 6       | Торнтон      | Торнтон      | Місця 1–4 знаходяться на Політній палубі. Місця 5–7 знаходяться на середній палубі. |
| 7       | Акерс        | Акерс        | Місця 1–4 знаходяться на Політній палубі. Місця 5–7 знаходяться на середній палубі. |

## Основні моменти місії
Супутник Intelsat 603, який перебував на непридатній для використання орбіті з моменту запуску на борту комерційної ракети-носія Titan III у березні 1990 року, був захоплений членами екіпажу під час позакорабельної діяльності і оснащений новим перигейним двигуном. Згодом супутник було випущено на орбіту, а новий двигун запустив, щоб вивести космічний корабель на геосинхронну орбіту для оперативного використання.
Захоплення потребувало трьох виходів: запланованого астронавтами Туотом і Хібом, які не змогли прикріпити планку захоплення до супутника з позиції RMS (Канадарм); друга незапланована, але ідентична спроба наступного дня; і, нарешті, позапланове, але успішне захоплення рукою Туотом, Хібом і Ейкерсом, коли командир Бранденштайн делікатно керував орбітальним апаратом на відстані кількох десятках сантиметрів від 4215 кг супутника зв'язку. Екіпаж спорудив у вантажному відсіку конструкцію «Складання станції за методами ПКД» (ASEM), яка слугувала платформою для захоплення рукою та подальшого кріплення штанги захоплення. Запланований EVA також був здійснений астронавтами Торнтоном і Акерсом у рамках експерименту ASEM, щоб продемонструвати та перевірити можливості технічного обслуговування та складання космічної станції Freedom. Вихід у космос ASEM, спочатку запланований на два дні поспіль, був скорочений до одного дня через тривалу операцію пошуку Intelsat.
Інші проведені експерименти включали: комерційне зросщування білкових кристалів (CPCG), ультрафіолетовий шлейф Imager (UVPI) і дослідження оптичної станції Мауї ВПС (AMOS). Місію продовжили на два дні, щоб виконати всі цілі місії.
На сьомий день польоту антена Ku-діапазону втратила можливість наведення. Його довелося складати вручну під час фінального ПКД.
Під час місії STS-49 були встановлені наступні рекорди:
- Перший політ космічного корабля «Індевор».
- Перша (і єдина) ПКД за участю одразу трьох астронавтів.
- Друга та четверта за довжиною ПКД на сьогоднішній день: 8 годин, 29 хвилин, 7 годин і 45 хвилин (Найдовша ПКД на сьогоднішній день була під час STS-102 у 2001 році: 8 годин 56 хвилин; третя найдовша ПКД була під час STS-61 у 1993 році: 7 годин 54 хвилини)
- Перша місія Шаттла з чотирма ПКД.
- Другий найдовший час ПКД для однієї місії Шаттла: 25 годин і 27 хвилин, або 59:23 людино-годин. (Найдовша — STS-61 із 35 годинами 28 хвилинами)
- Перша місія шаттла, яка вимагає трьох контактів з орбітальним космічним кораблем.
- Перше використання парашута під час посадки шатла.

## Дзвінки-будильники
НАСА започаткувало традицію вмикати музику для астронавтів під час проєкту Джеміні, і вперше використало музику, щоб розбудити екіпаж під час «Аполлона-15». Спеціальний музичний трек вибирається на кожен день у космосі, часто сім'ями астронавтів, щоб мати особливе значення для окремого члена екіпажу або як посилання на заплановану діяльність на день.
| День   | Пісня                                     | Художник/Композитор | Присвячено                              |
| ------ | ----------------------------------------- | ------------------- | --------------------------------------- |
| День 2 | «Боже, благослови США»                    | Лі Грінвуд          |                                         |
| День 3 | «Визволи мене»                            | Фонтелла Басс       |                                         |
| День 4 | «Тема з Вінні Пуха»                       |                     | Кеті Торнтон (з її Діти на День матері) |
| День 5 | «Зараз буду літати» (тема з фільму Rocky) | Білл Конті          |                                         |
| День 6 | «Кокомо»                                  | The Beach Boys      |                                         |
| День 7 | Жодної пісні                              |                     |                                         |
| День 8 | «Я прокидаюся з усмішкою на обличчі»      | Вагон Віллі         |                                         |
| День 9 | «Син сина моряка»                         | Джиммі Баффет       |                                         |

## Галерея

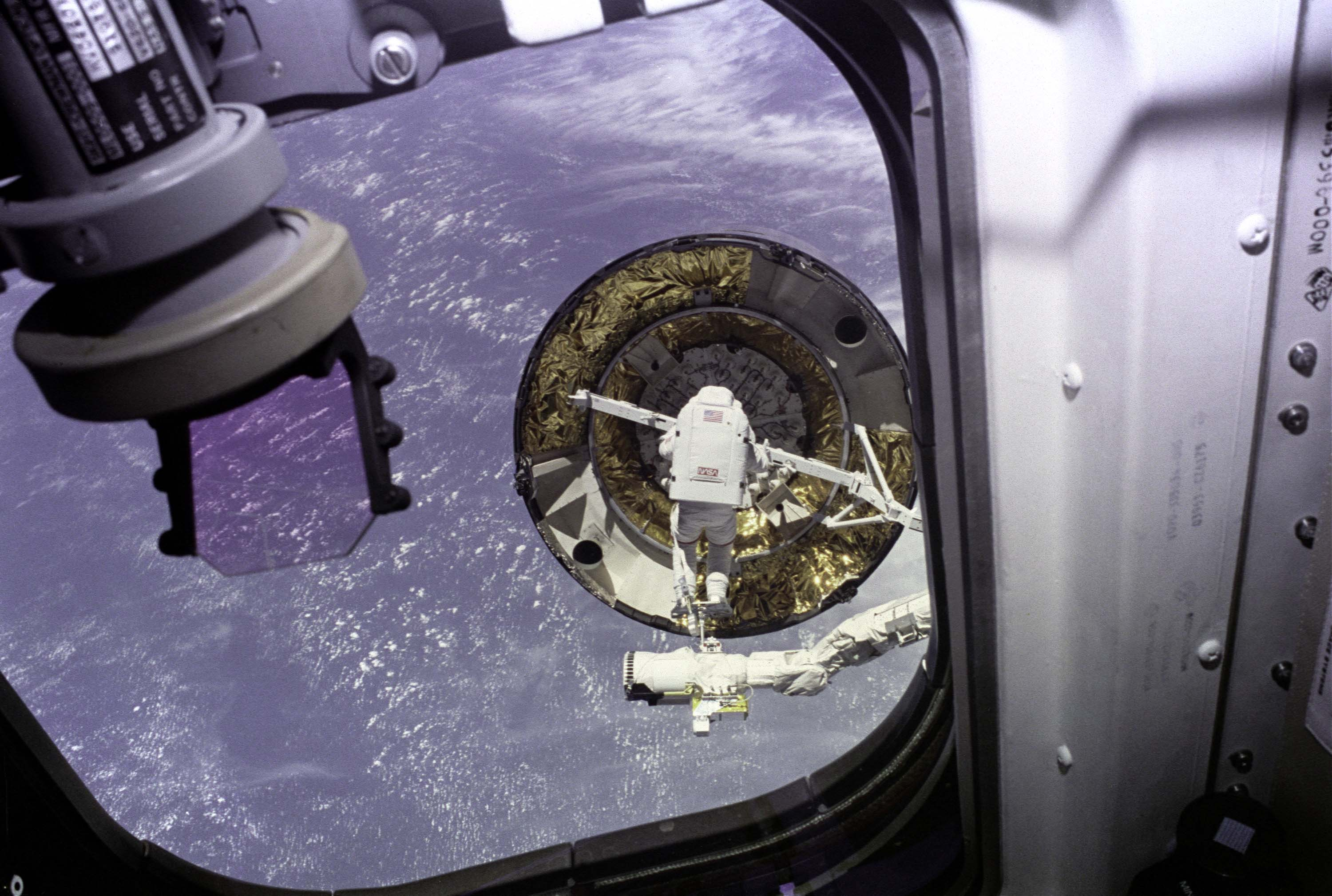
Туот під час однієї зі спроб захоплення
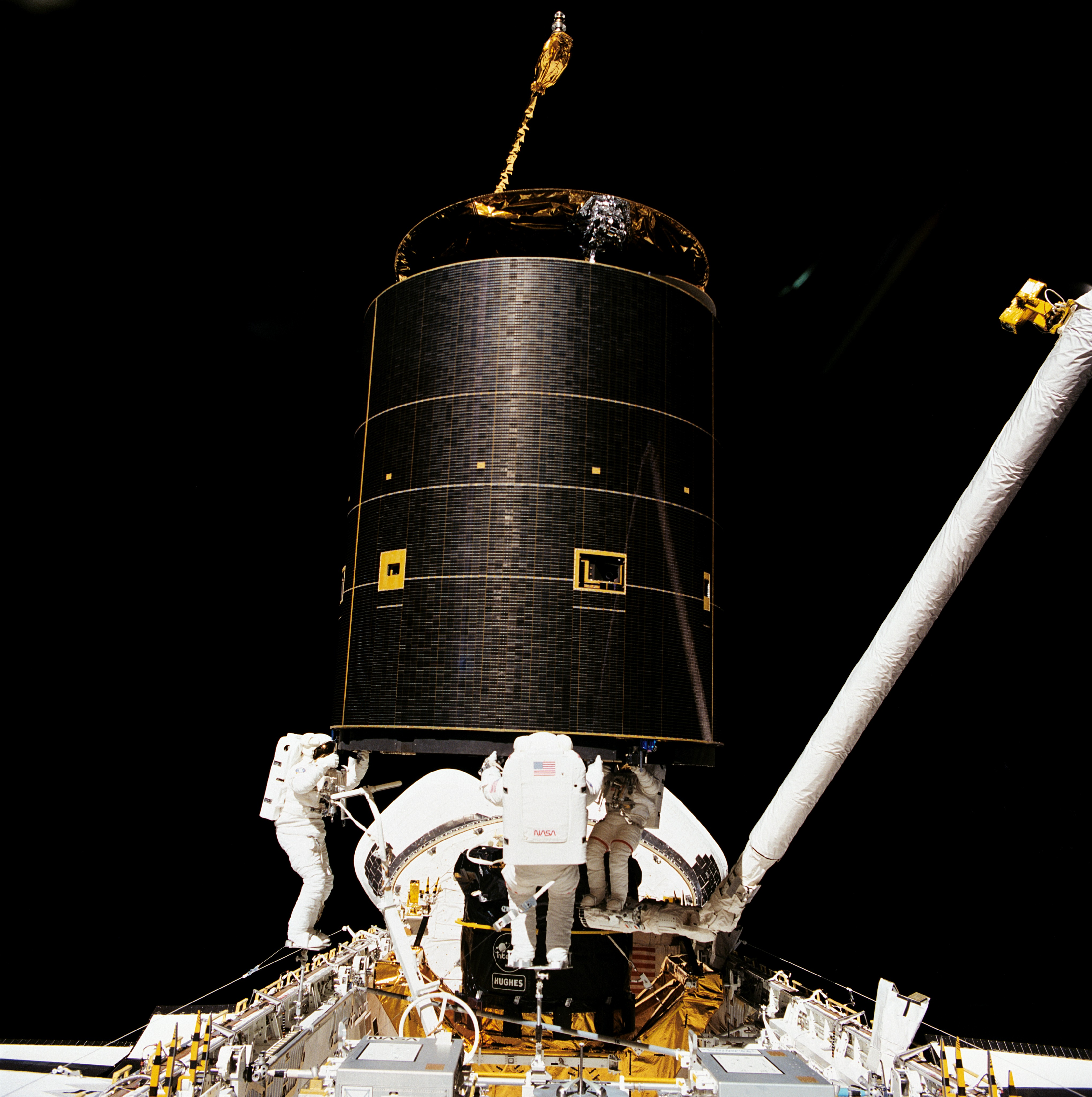
Фахівці Річард Хіб, Томас Акерс і П'єр Туот захопити супутник під час польоту «STS-49»
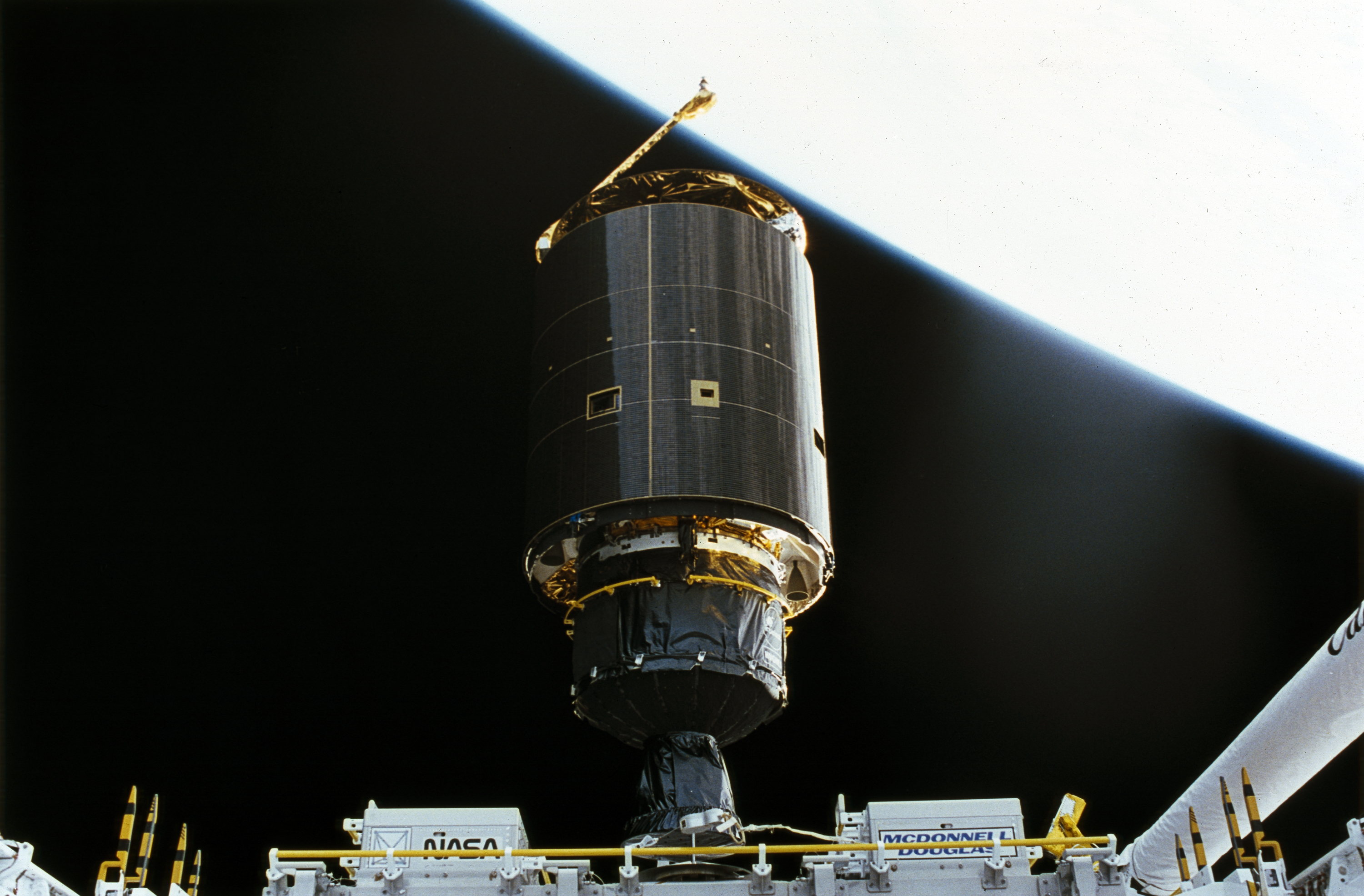
Передислокація «Intelsat 603»
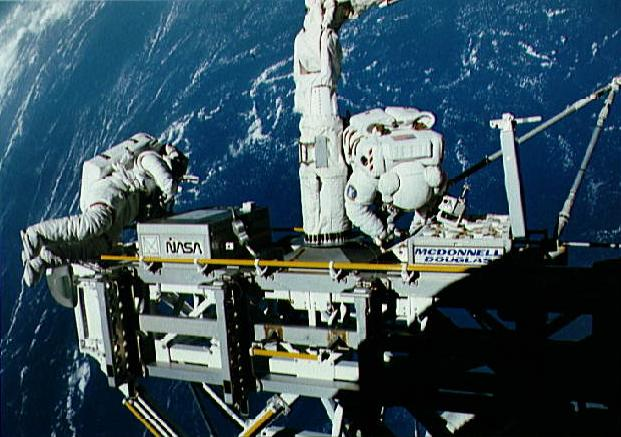
АСЕМ маніпулюють СУР; Торнтон і Ейкерс при ВКД 4